# Coupe du Portugal féminine de football 2024-2025
Navigation
Coupe du Portugal 2023-2024 Coupe du Portugal 2025-2026
La Coupe du Portugal de football 2024-2025 est la 22e édition de la Coupe du Portugal féminine, compétition à élimination directe mettant aux prises des clubs de football amateurs, semi-professionnels et professionnels affiliés à la Fédération portugaise de football, qui l'organise conjointement avec les associations régionales. Nommée cette saison Taça Portugal Feminina Generali Tranquilidade.

## Déroulement de la compétition
Le système est le même que celui utilisé les années précédentes.
Il y a pas des prolongations, et des séances de tirs au but dans la compétition.
Les équipes de Division 3 entrent en lice lors du tour préliminaire, les clubs de Division 2 au deuxième tour, tandis que les Division 1 prennent part à la compétition à partir des seizièmes de finale.

## Calendrier de la compétition
| Tour                                                     | Nom                   | Dates retenues                            | Équipes participantes | Équipes restantes |
| -------------------------------------------------------- | --------------------- | ----------------------------------------- | --------------------- | ----------------- |
| 1                                                        | Tour préliminaire     | Les 7 septembre 2024 au 14 septembre 2024 | 40                    | 20                |
| 2                                                        | Première éliminatoire | Les 22 septembre 2024 au 6 octobre 2024   | 54                    | 27                |
| 3                                                        | Deuxième éliminatoire | Le 19 octobre 2024 au 20 octobre 2024     | 40                    | 20                |
| (entrée en lice des douze équipes de Liga BPI 2024-2025) |                       |                                           |                       |                   |
| 4                                                        | Troisième tour        | Le 7 décembre 2024 au 8 décembre 2024     | 32                    | 16                |
| 5                                                        | Huitièmes de finale   | Le 16 février 2025                        | 16                    | 8                 |
| 6                                                        | Quarts de finale      |                                           |                       |                   |
| 7                                                        | Demi-finales          |                                           |                       |                   |
| 8                                                        | Finale                |                                           |                       |                   |

## Tour préliminaire
Tout comme la saison passée, le SM Murtoense, vainqueur de la Coupe du Portugal 2004-2005, est éliminé dès ce tour préliminaire, avec un cinglant 17 à 0. À noter la forte disparité de ce tour, ce qui donne des résultats tel que des 17-0, 16-0 ou encore 15-0. Cela donne une moyenne de 8.1 buts marqués par rencontre.
- Série A

| Date      | Club                      | Score  | Club                   |
| --------- | ------------------------- | ------ | ---------------------- |
| 7.09.2024 | AD Paredes (D3)           | 0 - 4  | FC Tadim (D3)          |
| 8.09.2024 | ADJ Mouquim (D3)          | 0 - 5  | Destreza Aventura (D3) |
| 8.09.2024 | ACRD Arsenal Crespos (D3) | 1 - 6  | Averomar FC (D3)       |
| 8.09.2024 | Moreirense FC (D3)        | 15 - 0 | CD Celoricense (D3)    |

- Série B

| Date      | Club                | Score  | Club                      |
| --------- | ------------------- | ------ | ------------------------- |
| 8.09.2024 | FC São Romão (D3)   | 4 - 1  | União Nogueirense FC (D3) |
| 8.09.2024 | Leixões SC (D3)     | 11 - 1 | FC Paços Ferreira (D3)    |
| 8.09.2024 | GD Aldeia Nova (D3) | 16 - 0 | Folgosa da Maia FC (D3)   |
| 8.09.2024 | UDS Roriz (D3)      | 4 - 0  | SC Castêlo da Maia (D3)   |

- Série C

| Date      | Club                                | Score  | Club                      |
| --------- | ----------------------------------- | ------ | ------------------------- |
| 8.09.2024 | CD Paços de Brandão (D3)            | 0 - 5  | Lusitânia de Lourosa (D3) |
| 8.09.2024 | Rio Mau FC (D3)                     | 0 - 15 | AD Souselas (D3)          |
| 8.09.2024 | Souselo FC (D3)                     | 1 - 9  | CF Oliveira do Douro (D3) |
| 8.09.2024 | JuveForce - ADC Ponte de Vagos (D3) | 17 - 0 | SM Murtoense (D3)         |

- Série D

| Date      | Club                   | Score    | Club               |
| --------- | ---------------------- | -------- | ------------------ |
| 8.09.2024 | FC São Pedro (D3)      | 2 - 5    | AD Estação (D3)    |
| 8.09.2024 | ADRC Vasco Gama (D3)   | 3 - 2    | Monte Real FA (D3) |
| 8.09.2024 | GDC A-dos-Francos (D3) | 5 - 4tab | AC Malveira (D3)   |
| 8.09.2024 | UD Leiria (D3)         | 2 - 1    | FC Alverca (D3)    |

- Série E

| Date       | Club                   | Score  | Club                       |
| ---------- | ---------------------- | ------ | -------------------------- |
| 8.09.2024  | Seixal Clube 1925 (D3) | 3 - 2  | AD Bobadelense (D3)        |
| 8.09.2024  | Arsenal 72 DC (D3)     | 1 - 11 | SU Sintrense (D3)          |
| 8.09.2024  | FC Barreirense (D3)    | 1 - 0  | SC Olhanense 1912 (D3)     |
| 14.09.2024 | Real SC (D3)           | 14 - 0 | Vitória Pico da Pedra (D3) |

## 1reéliminatoire
Avec 5.89 buts par match ce premier tour, revèle encore beaucoup de disparité entre les clubs de D3. À noter l'entrée en lice de deux clubs, dont la section féminine a été créée pour cette saison, que sont les historiques, FC Porto et Académica de Coimbra.
- Série A

| Date       | Club                          | Score   | Club                        |
| ---------- | ----------------------------- | ------- | --------------------------- |
| 22.09.2024 | AD Marco de Canaveses 09 (D3) | 4 - 1   | FC São Romão (D3)           |
| 22.09.2024 | Destreza Aventura (D3)        | 3 - 2ap | Varzim SC (D3)              |
| 22.09.2024 | AD Várzea FC (D3)             | 1 - 3   | Averomar FC (D3)            |
| 22.09.2024 | FC Tadim (D3)                 | 0 - 6   | AD Esposende (D3)           |
| 22.09.2024 | Abambres SC (D3)              | 5 - 0   | ACDR Pico de Regalados (D3) |
| 6.10.2024  | UDS Roriz (D3)                | 5 - 1   | FC Penafiel (D3)            |
| 6.10.2024  | GD Aldeia Nova (D3)           | 3 - 4   | Leixões SC (D3)             |
| 6.10.2024  | Moreirense FC (D3)            | 4 - 1   | Merelinense FC (D3)         |
| 6.10.2024  | Águias Negras Tabuadelo (D3)  | 13 - 1  | GDR Soalhães (D3)           |

- Série B

| Date       | Club                      | Score  | Club                                |
| ---------- | ------------------------- | ------ | ----------------------------------- |
| 22.09.2024 | Académico Viseu (D3)      | 0 - 3  | FC Porto(D3)                        |
| 22.09.2024 | CD Feirense (D3)          | 5 - 1  | FC Parada (D3)                      |
| 22.09.2024 | AD Estação (D3)           | 7 - 0  | CF Oliveira do Douro (D3)           |
| 22.09.2024 | AC Cucujães (D3)          | 0 - 8  | GD Ilha (D3)                        |
| 29.09.2024 | NEGE (D3)                 | 4 - 3  | CD Gouveia (D3)                     |
| 3.10.2024  | RD Águeda (D3)            | 0 - 13 | JuveForce - ADC Ponte de Vagos (D3) |
| 5.10.2024  | Académica de Coimbra (D3) | 6 - 1  | Lusitânia de Lourosa (D3)           |
| 5.10.2024  | CJS Arouca (D3)           | 0 - 2  | AD Souselas (D3)                    |
| 5.10.2024  | ACR Oliveirense FC (D3)   | 0 - 2  | SC Cruz (D3)                        |

- Série C

| Date       | Club                   | Score  | Club                   |
| ---------- | ---------------------- | ------ | ---------------------- |
| 22.09.2024 | Seixal Clube 1925 (D3) | 0 - 2  | Lusitano Évora (D3)    |
| 22.09.2024 | ADRC Vasco Gama (D3)   | 6 - 0  | CAC Pontinha (D3)      |
| 22.09.2024 | Leões Porto Salvo (D3) | 0 - 3  | GDC A-dos-Francos (D3) |
| 22.09.2024 | AR Porto Alto (D3)     | 0 - 4  | FC Barreirense (D3)    |
| 22.09.2024 | UD Ponte Frielas (D3)  | 1 - 0  | Estrela Amadora (D3)   |
| 22.09.2024 | Real SC (D3)           | 12 - 0 | AC Porto Salvo (D3)    |
| 22.09.2024 | EFF Setúbal (D3)       | 7 - 0  | UD Turquel (D3)        |
| 22.09.2024 | SU Sintrense (D3)      | 3 - 4  | FC Ferreiras (D3)      |
| 22.09.2023 | UD Leiria (D3)         | 5 - 0  | Olímpico Montijo (D3)  |

## 2eéliminatoire
Entrée en lice de 13 clubs de deuxième division.
- 2 rencontres opposent des clubs de deuxième division
- 9 entre clubs de troisième division
- 9 autres opposent des clubs de troisième division face à ceux de deuxième division.

Le Boavista FC, vainqueur de l'édition 2012-13, est éliminé dès son entrée dans cette coupe.
Toutes les rencontres opposant deuxième division et troisième division, voient une victoire des clubs pensionnaires de la segunda divisão.
Moyenne de buts marqués par rencontre : 4.9
| Date       | Club                   | Score          | Club                                |
| ---------- | ---------------------- | -------------- | ----------------------------------- |
| 19.10.2024 | Lusitano Évora (D3)    | 0 - 5          | FC Porto(D3)                        |
| 19.10.2024 | SC Rio Tinto (D2)      | 5 - 1          | Boavista FC (D2)                    |
| 19.10.2024 | GD Ilha (D3)           | 7 - 0          | AD Esposende (D3)                   |
| 19.10.2024 | Cadima (D2)            | 1 - 0          | ADRC Vasco Gama (D3)                |
| 19.10.2024 | SC Cruz (D3)           | 1 - 3          | UD Ponte Frielas (D3)               |
| 19.10.2024 | Romariz Lousada (D2)   | 2 - 0          | Leixões SC (D3)                     |
| 19.10.2024 | CD Feirense (D3)       | 6 - 0          | AD Souselas (D3)                    |
| 19.10.2024 | FC Ferreiras (D3)      | 0 - 0 (3-5)tab | CA Ouriense (D2)                    |
| 19.10.2024 | UD Leiria (D3)         | 5 - 1          | AD Marco de Canaveses 09 (D3)       |
| 19.10.2024 | Guia FC (D2)           | 3 - 1          | UDS Roriz (D3)                      |
| 19.10.2024 | Abambres SC (D3)       | 1 - 3          | CF Benfica (D2)                     |
| 19.10.2024 | Amora FC (D2)          | 6 - 0          | FC Tirsense (D2)                    |
| 19.10.2024 | Destreza Aventura (D3) | 1 - 0          | JuveForce - ADC Ponte de Vagos (D3) |
| 19.10.2024 | FC Barreirense (D3)    | 0 - 9          | Gil Vicente FC (D2)                 |
| 19.10.2024 | AD Estação (D3)        | 0 - 2          | Real SC (D3)                        |
| 19.10.2024 | AD Pastéis (D2)        | 3 - 2          | GDC A-dos-Francos (D3)              |
| 19.10.2024 | Vitória Guimarães (D2) | 11 - 0         | NEGE (D3)                           |
| 19.10.2024 | EFF Setúbal (D3)       | 1 - 6          | Rio Ave FC (D2)                     |
| 20.10.2024 | Moreirense FC (D3)     | 2 - 3          | Académica de Coimbra (D3)           |
| 20.10.2024 | Averomar FC (D3)       | 4 - 3          | Águias Negras Tabuadelo (D3)        |

## 16esde finale
Entrée en lice des 12 clubs de première division.
- Aucune rencontre oppose des clubs de première division
- 2 entre clubs de deuxième division
- 0 entre clubs de troisième division
- 5 autres opposent des clubs de première division face à ceux de deuxième division
- 7 autres opposent des clubs de première division face à ceux de troisième division
- 2 autres opposent des clubs de deuxième division face à ceux de troisième division.

Deux clubs de troisième division, l'UD Leiria et le CD Feirense, créent la surprise en battant respectivement des pensionnaires de Liga BPI.
Moyenne de buts marqués par rencontre : 4.56
| Date      | Club                      | Score  | Club                     |
| --------- | ------------------------- | ------ | ------------------------ |
| 7.12.2024 | Romariz Lousada (D2)      | 0 - 1  | SCU Torreense (D1)       |
| 8.12.2024 | FC Porto (D3)             | 0 - 1  | CS Marítimo(D1)          |
| 8.12.2024 | Amora FC (D2)             | 0 - 3  | SL Benfica (D1)          |
| 8.12.2024 | Real SC (D3)              | 0 - 1  | Gil Vicente FC (D2)      |
| 8.12.2024 | Destreza Aventura (D3)    | 0 - 5  | Rio Ave FC (D2)          |
| 8.12.2024 | CF Benfica (D2)           | 4 - 0  | CA Ouriense (D2)         |
| 8.12.2024 | Vitória Guimarães (D2)    | 4 - 0  | AD Pastéis (D2)          |
| 8.12.2024 | Académica de Coimbra (D3) | 0 - 6  | Racing Power FC (D1)     |
| 8.12.2024 | UD Ponte Frielas (D3)     | 1 - 8  | CF Valadares Gaia (D1)   |
| 8.12.2024 | UD Leiria (D3)            | 3 - 1  | Vilaverdense FC (D1)     |
| 8.12.2024 | Averomar FC (D3)          | 0 - 10 | SF Damaiense (D1)        |
| 8.12.2024 | Cadima (D2)               | 0 - 4  | SC Braga (D1)            |
| 8.12.2024 | GD Ilha (D3)              | 1 - 2  | GD Estoril Praia (D1)    |
| 8.12.2024 | SC Rio Tinto (D2)         | 1 - 4  | Clube de Albergaria (D1) |
| 8.12.2024 | CD Feirense (D3)          | 2 - 1  | FC Famalicão (D1)        |
| 8.12.2024 | Guia FC (D2)              | 0 - 10 | Sporting CP (D1)         |

## 8esde finale
- 4 duels entre clubs de première division
- 2 opposent des clubs de première division face à ceux de deuxième division
- 2 autres opposent des clubs de deuxième division face à ceux de troisième division.

| Date       | Club                     | Score | Club                  |
| ---------- | ------------------------ | ----- | --------------------- |
| 16.02.2025 | Sporting CP (D1)         | -     | CS Marítimo (D1)      |
| 16.02.2025 | CD Feirense (D3)         | -     | Rio Ave FC (D2)       |
| 16.02.2025 | SF Damaiense (D1)        | -     | CF Benfica (D2)       |
| 16.02.2025 | Gil Vicente FC (D2)      | -     | SC Braga (D1)         |
| 16.02.2025 | Clube de Albergaria (D1) | -     | SCU Torreense (D1)    |
| 16.02.2025 | Vitória Guimarães (D2)   | -     | UD Leiria (D3)        |
| 16.02.2025 | SL Benfica (D1)          | -     | Racing Power FC (D1)  |
| 16.02.2025 | CF Valadares Gaia (D1)   | -     | GD Estoril Praia (D1) |

## Synthèse

### Nombre d'équipes par division et par tour
| Divisions / Manches | tour préliminaire | 1er tour | 2e tour  | 16es de finale | 8es de finale | Quarts de finale | Demi-finales | Finale | Vainqueur |
| ------------------- | ----------------- | -------- | -------- | -------------- | ------------- | ---------------- | ------------ | ------ | --------- |
| Division 1 (D1)     | Exemptés          | Exemptés | Exemptés | 12             | 10            |                  |              |        |           |
| Division 2 (D2)     | Exemptés          | Exemptés | 13       | 11             | 4             |                  |              |        |           |
| Division 3 (D3)     | 40                | 54       | 27       | 9              | 2             |                  |              |        |           |
| Total               | 40                | 54       | 40       | 32             | 16            | -                | -            | -      | -         |